# L'Homme au parapluie et autres nouvelles
Pour la série télévisée créée par Roald Dahl, voir Bizarre, bizarre.
L'Homme au parapluie et autres nouvelles (The Great Automatic Grammatizator ; aux États-Unis The Umbrella Man and Other Stories) est un recueil de quatre nouvelles de Roald Dahl paru en 1980.

## Liste des nouvelles
1. L'Homme au parapluie
2. Monsieur Botibol
3. À moi la vengeance S.A.R.L.
4. Le Maître d'hôtel
5. La Grande Grammatisatrice Automatique